# Wereldbeker voetbal 2003
De Wereldbeker van 2003 werd gespeeld tussen het Italiaanse AC Milan en het Argentijnse Boca Juniors.
Milan mocht deelnemen aan de wereldbeker omdat het eerder de finale van de Champions League had gewonnen. In die finale hadden de Milanezen rivaal Juventus verslagen na strafschoppen. Boca Juniors had in 2003 de Copa Libertadores gewonnen van het Braziliaanse Grêmio.
Beide teams scoorden in de eerste helft een doelpunt. Toen het na verlengingen nog steeds 1-1 stond, kwamen er strafschoppen. Daarin bleken de Argentijnen het trefzekerst. Voor Boca Juniors was het hun derde wereldbeker. De club evenaarde zo het record van Milan, Peñarol, Nacional en Real Madrid.

## Wedstrijddetails
|                              |                                  |              |                                    |                                                                                         |
| 14 december 2003 19:15 UTC+9 | Boca Juniors                     | 1 – 1 (n.v.) | AC Milan                           | Nissan-stadion, Yokohama Toeschouwers: 66.757 Scheidsrechter: Valentin Ivanov (Rusland) |
| 14 december 2003 19:15 UTC+9 | Donnet 28'                       | Verslag      | 23' Tomasson                       | Nissan-stadion, Yokohama Toeschouwers: 66.757 Scheidsrechter: Valentin Ivanov (Rusland) |
| 14 december 2003 19:15 UTC+9 | Strafschoppen                    |              |                                    | Nissan-stadion, Yokohama Toeschouwers: 66.757 Scheidsrechter: Valentin Ivanov (Rusland) |
| 14 december 2003 19:15 UTC+9 | Schiavi Battaglia Donnet Cascini | 3 – 1        | Pirlo Rui Costa Seedorf Costacurta | Nissan-stadion, Yokohama Toeschouwers: 66.757 Scheidsrechter: Valentin Ivanov (Rusland) |

| Boca Juniors | AC Milan |

| Boca Juniors:  |    |                            |     |
|                |    |                            |     |
| GK             | 1  | Roberto Abbondanzieri      |     |
| RB             | 14 | Luis Perea                 | 6'  |
| CB             | 2  | Rolando Schiavi            |     |
| CB             | 6  | Nicolás Burdisso           |     |
| LB             | 3  | Clemente Rodríguez         |     |
| CM             | 8  | Diego Cagna                |     |
| CM             | 22 | Raúl Cascini               |     |
| CM             | 5  | Sebastián Battaglia        |     |
| AM             | 18 | Matías Donnet              |     |
| CF             | 7  | Guillermo Barros Schelotto | 73' |
| CF             | 10 | Iarley                     |     |
| Wisselspelers: |    |                            |     |
| FW             | 9  | Carlos Tévez               | 73' |
| Coach:         |    |                            |     |
| Carlos Bianchi |    |                            |     |

| AC Milan:       |    |                       |         |
|                 |    |                       |         |
| GK              | 12 | Dida                  |         |
| RB              | 2  | Cafú                  | 61'     |
| CB              | 19 | Alessandro Costacurta |         |
| CB              | 3  | Paolo Maldini         |         |
| LB              | 26 | Giuseppe Pancaro      |         |
| DM              | 21 | Andrea Pirlo          |         |
| CM              | 20 | Clarence Seedorf      |         |
| CM              | 8  | Gennaro Gattuso       | 102'    |
| AM              | 22 | Kaká                  | 19' 77' |
| CF              | 7  | Andrij Sjevtsjenko    |         |
| CF              | 15 | Jon Dahl Tomasson     | 69'     |
| Wisselspelers:  |    |                       |         |
| FW              | 9  | Filippo Inzaghi       | 69'     |
| MF              | 10 | Rui Costa             | 77'     |
| MF              | 23 | Massimo Ambrosini     | 102'    |
| Coach:          |    |                       |         |
| Carlo Ancelotti |    |                       |         |